# Aetheomorpha insularis
Aetheomorpha insularis là một loài bọ cánh cứng trong họ Chrysomelidae. Loài này được Lefevre miêu tả khoa học năm 1883.